# Pontoeciella abyssicola
Pontoeciella abyssicola är en kräftdjursart som först beskrevs av Thomas Scott 1894. Arten ingår i släktet Pontoeciella och familjen Pontoeciellidae. Inga underarter finns listade i Catalogue of Life.